# カーシャルトン・アスレティックFC
カーシャルトン・アスレティック・フットボール・クラブ（Carshalton Athletic Football Club）は、イングランド、サットン・ロンドン特別区カーシャルトンを本拠地とするサッカークラブチームである。2019-2020シーズンはイスミアンリーグ・プレミアディヴィジョン（7部相当）に所属。
Carshalton は /kɑːˈʃɔːltən/ で「カーシャルトン」ではない。 カーショールトンの方が適切。

## クラブ各種記録
一試合最多観客動員数
- 7,800人 vs ウィンブルドン ロンドン・シニアカップ 1959.1 （試合は2-1で勝利）

一試合最多得点勝利試合
- 13-0 vs ワージング Loctite Cup 3回戦 1991.2

一試合最多失点敗戦試合
- 0-11 vs サウスオール アセニアンリーグ・プレミア 1963.4

## タイトル

### 国内タイトル
- イスミアンリーグ・ディヴィジョン1:1回

2002-2003
- コリンシアンリーグ:2回

1952-1953,1953-1954
- ロンドン・チャレンジカップ:1回

1990-1991
- サリー・シニアカップ:3回

1988-1989,1989-1990,1991-1992
- サリー・シニアシールド:1回

1976-1977
- サウザン・コンベイションカップ:1回

1959-1960

### 国際タイトル
- なし